# Acte de ballet
L’acte de ballet est un genre lyrique pratiqué en France au XVIIIe siècle.
Cette courte pièce (un acte, d’où son nom) de pur divertissement combine spectacle, musique et danse dans le cadre d’une intrigue amoureuse sans prétention et souvent tirée de la mythologie.
L’acte de ballet et l’entrée (ou acte) d’opéra-ballet ont exactement les mêmes caractéristiques : en fait il s’agit d’une forme unique, le terme d’acte de ballet s’appliquant lorsqu’il est exécuté de manière indépendante. Leurs rôles sont d’ailleurs parfaitement interchangeables. On pouvait par exemple constituer un opéra-ballet en regroupant des actes de ballets divers - et même de divers compositeurs - reliés par un thème commun (« spectacle coupé » ou de « fragments »), ou extraire  une entrée particulièrement appréciée, qui devenait alors « acte de ballet ».
Le plus célèbre compositeur d’actes de ballet est sans conteste Jean-Philippe Rameau, et le chef-d'œuvre du genre : Pygmalion composé et représenté en 1748.
Autres compositions de Rameau dans le genre de l'acte de ballet :
- La Naissance d'Osiris
- La Guirlande
- Anacréon (livret de Cahusac)
- Anacréon (livret de Gentil-Bernard)
- Les Sybarites
- Nélée et Myrthis
- Io
- Zéphyre.